# Mayhem
Mayhem je norveški black metal-sastav osnovan 1984. godine u Oslu te se smatra jednim od pionira norveške black metal scene. Mayhemova karijera bila je prepuna raznih kontroverznih događaja, prvenstveno zbog nasilnih scenskih nastupa, samoubojstva pjevača Deada 1991. godine te ubojstva gitarista Euronymousa 1993. godine koje je počinio bivši član sastava, Varg Vikernes, koji je također član grupe Burzum.
Skupina je objavila demo i jedan EP koji su bili vrlo utjecajni te je okupila vjerne sljedbenike kroz sporadične i zloglasne nastupe, privukavši dodatnu pozornost svojom povezanošću s nizom spaljivanja norveških crkvi i istaknutih slučajeva nasilja koje ih okružuju. Raspala se nakon Aarsethovog ubojstva, kratko prije izlaska debitantskog albuma De Mysteriis Dom Sathanas, koji je proglašen klasikom black metal žanra. Preživjeli članovi sastava Jan Axel Blomberg ("Hellhammer"), Jørn Stubberud ("Necrobutcher") i Sven Erik Kristiansen ("Maniac") ponovno su okupili sastav dvije godine poslije s Runeom Eriksenom ("Blasphemer"), koji je zamijenio Aarsetha.  Attila Csihar i Morten Iversen ("Teloch") od tada su poimence zamijenili Kristiansena i Eriksena.
Materijal napisan nakon Aarsethove smrti karakterizira povećano glazbeno eksperimentiranje. Mayhemov četvrti studijski album iz 2007. godine, Ordo Ad Chao, osvojio je nagradu Spellemannprisen za najbolji metal album.

## Povijest

### Rane godine (1984. – 1988.)
Mayhem su 1984. godine osnovali gitarist Øystein Aarseth (u početku znan kao "Destructor", kasnije kao "Euronymous"), basist Jørn Stubberud ("Necrobutcher") i bubnjar Kjetil Manheim, nazvavši ga prema Venomovoj pjesmi "Mayhem With Mercy". Članovi grupe bili su uglavnom pod utjecajem grupa kao što su Venom, Motörhead, Slayer, Bathory i Celtic Frost. Ta je postava snimila i objavila demouradak Pure Fucking Armageddon. Nakon toga je Aarseth, koji je prije pjevao glavne vokale, sa Stubberudom tijekom studijskih proba za prvi EP u sastav uveo dva privremena pjevača, Eirika Norheima ("Messiah") i Svena Erika Kristiansena ("Maniac"), redom 1985. i 1986. godine. Norheim je pjevao samo na koncertu koji se održao u travnju 1986. godine u gradu Ski te je krajem iste godine napustio sastav. S Kristiansenom je skupina 1987. godine snimila prvi EP, Deathcrush, koji je objavila Euronymousova novoosnovana diskografska kuća Posercorpse Music.
Izvornih 1000 primjeraka EP-ja brzo se rasprodalo. Reizdanje tog EP-ja Euronymousova je diskografska kuća, koja se u međuvremenu preimenovala u Deathlike Silence Productions, objavila 1993. godine; sjedište Deathlike Silencea nalazilo se na istom mjestu kao i Euronymousova specijalizirana prodavaonica albuma u Oslu, Helvete (norveški: "pakao"). Manheim i Maniac napustili su Mayhem 1987.

### S Deadom (1988. – 1991.)
Nakon dvije kratke zamjene Manheimovo i Maniacovo mjesto u skupini zauzeli su švedski vokalist Per Yngve Ohlin ("Dead") i lokalni bubnjar Jan Axel Blomberg ("Hellhammer"). S Deadom su koncerti postajali sve više ozloglašeni. Dead je davao sve od sebe kako bi postigao izgled i atmosferu koju je želio za nastupe. Još je od početka njegove karijere poznato kako je nosio takozvani "corpse paint", što je uključivalo prekrivanje njegovog lica crnom i bijelom šminkom. Prema Necrobutcheru "[to] nije imalo veze s načinom na koji su se šminkali Kiss i Alice Cooper. Dead je želio izgledati kao leš. Nije to radio kako bi izgledao fora". Hellhammer je izjavio kako je Dead "bio prvi black metal glazbenik koji je nosio corpse paint". Kako bi dodatno nalikovao na mrtvaca, Dead bi zakopavao svoju koncertnu odjeću i opet ju otkopao uoči koncerta.
Pri izvedbama Dead bi se često rezao lovačkim noževima i slomljenim staklom. K tome, sastav je na pozornice često postavljao kolce na kojima su bile nabijene svinjske ili ovčje glave.
Stian Johannsen ("Occultus"), koji je nakratko bio pjevač sastava nakon Deadovog samoubojstva, o njemu je izjavio:
"On [Dead] nije sebe vidio kao čovjeka; vidio je sebe kao stvorenje s drugoga svijeta. Rekao je kako je doživio mnogo vizija u kojim je njegova krv u venama bila smrznuta, u kojima je bio mrtav. To je razlog zašto je uzeo to ime [Dead]. Znao je da će umrijeti."
Godine 1990. članovi Mayhema preselili su se u "staru kuću u šumi" u blizini Osla koja im je služila kao mjesto za probe. Tamo su počeli pisati i skladati pjesme za svoj debitantski album, De Mysteriis Dom Sathanas. Basist Mayhema, Necrobutcher, izjavio je kako su si nakon nekog vremena zajedničkog življenja Dead i Euronymous "često išli na živce" te da "na kraju nisu baš bili prijatelji". Hellhammer se prisjetio kako je Dead jednom prilikom izišao van kako bi spavao u šumi jer je Euronymous svirao sintesajzersku glazbu koju je Dead mrzio. Euronymous je tada izašao van s puškom i počeo pucati u zrak. Varg Vikernes izjavio je kako je Dead jednom ubo Euronymousa nožem.
Dana 8. travnja 1991. Dead je počinio samoubojstvo u kući skupine. Euronymous ga je zatekao prerezanih vena i ranom od puščanog metka u glavi. U Deadovom je oproštajnom pismu značajno pisalo "oprostite za svu ovu krv, uzdravlje" te je bila napisana isprika za pucanje iz oružja unutar kuće. Umjesto da pozove policiju, Euronymous je otišao u obližnju trgovinu i kupio jednokratnu kameru kojom je slikao leš nakon što je preuredio neke predmete. Jedna je od tih slika kasnije bila ukradena i iskorištena kao naslovnica bootleg koncertnog albuma Dawn of the Black Hearts.

Necrobutcher se prisjetio kako mu je Euronymous opisao samoubojstvo:
Øystein me sutradan nazvao ... i rekao, "Dead je učinio nešto jako fora! Ubio se". Pomislio sam, jesi li poludio? Kako to misliš "fora"? On je rekao, "Smiri se, imam slike svega". Bio sam žalostan i šokiran. On je samo razmišljao o tome kako da to iskoristi. Pa sam mu rekao "OK. Da me nisi više niti jednom jebeno nazvao dok ne uništiš te slike".
Euronymous je iskoristio Deadovo samoubojstvo kako bi pojačao Mayhemov 'zao' imidž te je izjavio da se Dead ubio jer je death metal postao 'popularan' i komercijalan. S vremenom su počeli kolati razni tračevi u vezi samoubojstva, poput toga da je Euronymous napravio paprikaš s komadićima Deadovog mozga i da je napravio ogrlice s komadićima njegove lubanje. Sastav je naknadno zanijekao prvi trač, ali je potvrdio istinitost drugog. Povrh toga, Euronymous je izjavio da je te ogrlice dao glazbenicima koje je smatrao dostojnima, što je potvrdilo nekoliko ostalih članova black metal scene poput Fausta i Metaliona.

### De Mysteriis Dom Sathanas; raspad sastava (1991. – 1994.)
Deadovo je samoubojstvo toliko utjecalo na Necrobutchera da je napustio Mayhem, smanjivši tako broj članova sastava na dvojicu. Otada je sastav nakratko nastupao s Occultusom, koji se priključio sastavu kako bi snimio vokale i bas-gitaru na Mayhemovom debitantskom albumu, De Mysteriis Dom Sathanasu. Međutim, ta je postava bila kratkotrajna; napustio je sastav ubrzo nakon što mu je Euronymous zaprijetio smrću. U srpnju 1993., Deadu u čast, bio je objavljen koncertni album Live in Leipzig.
Kasnije te godine nastavilo se snimanje Mayhemovog albuma te je stoga Aarseth angažirao tri dodatna privremena člana; Varga Vikernesa iz sastava Burzum (pod pseudonimom "Count Grishnackh"), Snorrea W. Rucha iz sastava Thorns (pod pseudonimom "Blackthorn"), koji su poimence svirali bas-gitaru i ritam gitaru, i novog pjevača Attilu Csihara, znanog kao pjevača mađarskog black metal sastava Tormentor, koji je zamijenio mrtvog Ohlina. Zbog mnogih prigovora njegovih roditelja Euronymous je zatvorio svoju prodavaonicu albuma Helvete koja je bila poznata kao žarišna točka skandinavske black metal scene. Argumentirao je kako su razlozi za zatvaranje trgovine nepovoljna pažnja medija i policije. Veći dio albuma bio je snimljen tijekom prve polovice 1993. godine u Grieg Hallu u Bergenu. Euronymous i Vikernes planirali su raznijeti katedralu Nidaros na dan izlaska albuma te je to jedan od razloga zašto se slika te katedrale pojavljuje na samoj naslovnici albuma. Euronymousovo ubojstvo u kolovozu 1993. okončalo je taj plan te odgodilo objavu albuma.
Dana 10. kolovoza 1993. Vikernes je ubio Euronymousa. Te noći Vikernes i Ruch putovali su 518 kilometara iz Bergena do Euronymousovog stana u Oslu. Nakon njihovog dolaska došlo je do sukoba koji je završio kad je Vikernes nasmrt izbo Euronymousa nožem. Njegovo je tijelo nađeno ispred njegovog stana s dvadeset i tri ubodne rane – dvije na glavi, pet na vratu i šesnaest u leđima. Vikernes je tvrdio da ga je Euronymous planirao mučiti do smrti i snimiti mučenje, koristeći se njihovim sastankom u vezi nepotpisanog ugovora kao izlikom. U vezi počinjenih događaja na noć ubojstva Vikernes je izjavio da je namjeravao predati potpisani ugovor Euronymousu i "reći mu da odjebe", ali da ga je Euronymous prvi napao. K tome, Vikernes se branio da je za većinu Euronymousovih rana izazvalo slomljeno staklo na koje je pao tijekom njihove borbe. Vikernes je bio uhićen nakon samo par dana te je nekoliko mjeseci kasnije oduđen na 21 godinu zatvora zbog ubojstva i paljenja crkava (bio je oslobođen iz zatvora 2009.), dok je Blackthorn, koji je pušio cigaretu dok je čekao Vikernesa ispred stana te nije imao veze s Aarsethovim ubojstvom, bio optužen za suučesništvo u ubojstvu i osuđen na 8 godina zatvora. S jedinim preostalim članom, Hellhammerom, Mayhem je prestao postojati.
De Mysteriis Dom Sathanas bio je objavljen u svibnju 1994. godine te je posvećen Euronymousu. Objava albuma bila je odgođena zbog žalbi Euronymousovih roditelja, koji nisu htjeli da se na albumu pojavljuju Vikernesove basističke dionice. Vikernes je izjavio da je Hellhammer uvjerio Aarsethove roditelje kako će on sam presnimiti basističke dijelove, no Hellhammer to nije učinio, tako da se na albumu i dalje nalaze izvorne Vikernesove snimke.

### Povratak Maniaca i dolazak Blasphemera (1995. – 2004.)
Krajem 1995. Hellhammer je ponovno okupio skupinu, u koju su ušli novi gitarist Rune Eriksen ("Blasphemer") i dva bivša člana: Maniac i Necrobutcher. Usprkos tome što je izazvao razne polemike i skepsu zbog ponovnog okupljanja bez osnivača sastava Euronymousa, Mayhem je nastavio s radom i 1997. godine objavio EP Wolf's Lair Abyss, nakon čega je uslijedio niz koncerata po Europi, među kojima je bio jedan koji se održao u Milanu tijekom kojeg je kao gostujući izvođač nastupio i Csihar. Taj je koncert bio snimljen i iste godine objavljen kao koncertni album Mediolanum Capta Est.
Tijekom te nove faze grupe razne su Hellhammerove rasističke izjave (u kojima se protivio miješanju rasa i stranaca u Norveškoj), korištenje nacističkog simbola poput zastava sa svastikom u sobi za probe, grb Totenkopfa i roba sastava na kojoj se nalazio simbol militarističke stranke Nasjonal Samling doveli do kontroverzija i optužbi za neonacizam.
K tome, Hellhammer je izjavio da niti jedan član nove postave sastava nije sotonist. Dodao je: "Ne bih rekao da se Mayhem danas bavi sotonističkim stvarima. […] Mayhemova je glazba još uvijek mračna, ali ne bih rekao da je sotonistička."
Drugi je studijski album sastava, Grand Declaration of War, bio objavljen 2000. godine. Snažno nadahnut progresivnim i avangardnim metalom, album je konceptualan i bavi se temama rata i post-apokaliptičnog uništenja. Maniac se u velikoj mjeri prestao služiti vokalnim stilom u duhu tradicionalnog black metala i zamijenio ga je dramatičkim monolozima zbog kojih se pjesme neprimjetno nastavljaju jedna na drugu.
Skupina se 2003. godine pojavila na raznim naslovnicama publikacija kad je njezin obožavatelj Per Kristian Hagen završio u bolnici zbog prijeloma lubanje. Bio je pogođen u glavu ovčjom glavom koja je bila bačena s pozornice prema publici. Podnesene su optužbe za napad, no sastav je izjavio da je taj događaj u potpunosti bio nenamjeran. Iduće je godine objavio album Chimera i vratio se svojem prvobitnom grubom stilu glazbe, ali s boljom produkcijom i progresivnim elementima.
Kasnije te godine Maniac je napustio Mayhem. Prema Necrobutcherovim riječima razlog za to bio je njegov alkoholizam izazvan tremom prije nastupa. Necrobutcher je objasnio da je zbog te sklonosti prema alkoholu došlo do sukoba između pjevača i Blasphemera. Sukob je završio tako da je gitarist gurnuo Maniaca niz stube i tako ga ozlijedio. Na mjestu pjevača zamijenio ga je Csihar.

### Csiharov povratak;Ordo Ad Chao(2004. – 2008.)
Četvrti studijski album, Ordo ad Chao (latinski za "Red prema kaosu"), bio je objavljen u travnju 2007. Ordo ad Chao sadržava grublji zvuk od ostalih novijih radova sastava; bubnjevi nisu glazbeno izjednačeni te je zvuk bas-gitare pojačan, što nije uobičajeno za black metal. Grupa je na uratku nastavila eksperimentirati s netradicionalnom građom pjesama. Na njemu se pojavila i pjesma "Illuminate Eliminate", koja traje 9 minuta i 40 sekundi; to je druga najdulja pjesma skupine po trajanju (odmah poslije pjesme "Completion in Science of Agony (Part I)" koja traje samo 4 sekunde dulje). Album je dobio pozitivne kritike te je do danas album grupe koji je dosegao najviše mjesto na norveškoj top-listi, dospjevši na 12. mjesto. Početkom 2008. Ordo Ad Chao osvojio je nagradu Spellemannprisen za najbolji metal album iz 2007. godine.
U travnju 2008. Blasphemer je najavio da napušta skupinu. Iako je izjavio da je vrlo zadovoljan postignućima, objasnio je da ne želi nastaviti dalje s njom. Nastupio je s grupom tijekom idućih mjeseci na raznim glazbenim festivalima prije nego što se povukao. Njegov se posljednji nastup s Mayhemom održao u kolovozu te godine. Nakon toga je nastavio raditi s portugalskim metal sastavom Ava Inferi.

### Blasphemerov odlazak iEsoteric Warfare(2008. – 2015.)
Mayhem je na svojim službenim stranicama najavio planove za sljedeću predstojeću turneju samo par tjedana nakon svojih posljednjih nastupa s Blasphemerom. U listopadu 2008. grupi se pridružio Krister Dreyer ("Morfeus"), poznat kao član sastava Dimension F3H i Limbonic Art. U grupi je služio kao gitarist za vrijeme trajanja turneje South America Fucking Armageddon.
Sastav je u takvoj postavi bio od kraja 2008. do ljeta 2009. godine i u to vrijeme odlazio je na razne turneje. Međutim, za ljeto 2009. godine najavio je datume nastupa sa Silmaethom, francuskim glazbenikom, koji je zamijenio Morpheusa na gitari. U studenom iste godine članovi grupe bii su uhićeni u Tilburgu, Nizozemskoj, nakon što su uništili hotelsku sobu dok su još bili na turneji.quote=Teloch (Nidingr, ex-Gorgoroth, ex-1349, Umoral, Nunfuckritual, The Konsortium, Igorrr) zamjenjuje Silmaetha (Satyricon) 2011., i Charles Hedger (ex-Cradle of Filth) zamjenjuje Morfeusa 2012. Morfeus je trebao odstupiti zbog problema sa svojim leđima. Mayhem je započeo pretprodukciju za svoj novi album sredinom studenog 2012. u Budimpešti. Norveški gitarist Teloch iz sastava Nidingr zamijenio je Silmaetha u veljači 2011.
Peti je album sastava, Esoteric Warfare, bio objavljen 6. lipnja 2014. Bio je to prvi Mayhemov studijski album nakon Blasphemerova odlaska te prvi na kojem je gitaru svirao Teloch, koji je u međuvremenu postao gitarist sastava na neodređeno.
U siječnju 2015. Mayhem, Watain i Revenge nastupili su zajedno na turneji "Black Metal Warfare" u SAD-u. Mayhem i Watain otišli su na još jednu turneju u SAD-u u studenom iste godine sa sastavom Rotting Christ kao "Part II (Drugi dio)" prethodne turneje.

### Koncertni album, filmLords of ChaosiDaemon(2016. – danas)
Koncertni album De Mysteriis Dom Sathanas Alive bio je objavljen 2016. godine.
Godine 2018. sastav je objavio remiksanu i remasteriranu inačicu albuma A Grand Declaration of War. Iste se godine na filmskom festivalu Sundance održala premijera filma Lords of Chaos koji govori o skupini (utemeljenog na istoimenoj knjizi), a njegov je producent bio Jonas Åkerlund. Necrobutcher i Csihar izrazito su se protivili filmu, iako su izvorno dopustili da se u njemu koriste pjesme grupe.
Mayhemov šesti studijski album, Daemon, diskografska kuća Century Media Records objavila je 25. listopada 2019. godine. Prije njega bila su objavljena tri singla: Worthless Abominations Destroyed, Of Worms and Ruins i Falsified and Hated.
U intervjuu s Loudwireom i Consequence of Soundom 16. listopada 2019. godine Necrobutcher je izjavio da je i on planirao ubiti Euronymousa [kojeg je ubio Varg Vikernes] jer mu se gadilo to kako se ponašao prema Deadu. U istom je intervjuu iznio svoje mišljenje o filmu Lords of Chaos rekavši da ga je ražalostio i da mu se nije svidio, ali da ga je iznenadilo da je Hollywoodu toliko bilo stalo do grupe da ga snimi. Usprotivio se filmu jer je bio utemeljen i na istoimenoj knjizi, koju je opisao "najgorom knjigom uopće".
Djelić Deadove lubanje 2018. je godine bio prodan na internetu za 3.500 dolara s Euronymousovim pismom priloženim uz njega. Pismo završava rečenicom: “OK! To bi trebalo biti sve. Prilažem djelić Deadove lubanje za slučaj da ga želiš. Čujemo se uskoro!”

## Diskografija
Studijski albumi
- De Mysteriis Dom Sathanas (1994.)
- Grand Declaration of War (2000.)
- Chimera (2004.)
- Ordo Ad Chao (2007.)
- Esoteric Warfare (2014.)
- Daemon (2019.)

Koncertni albumi
- Live in Leipzig (1993.)
- Dawn of the Black Hearts (1995.)
- Mediolanum Capta Est (1999.)
- Live in Marseilles 2000 (2001.)

EP-ovi
- Deathcrush (1987.)
- Wolf's Lair Abyss (1997.)
- Life Eternal (2008.)

Demo uradci
- Pure Fucking Armageddon (1986.)
- Deathrehearsal (1987.)
- Deathcrush[53](1987.)
- Studio Tracks (1990.)